# Gmina zbiorowa Emlichheim
Gmina zbiorowa Emlichheim (niem. Samtgemeinde Emlichheim) – gmina zbiorowa położona w niemieckim kraju związkowym Dolna Saksonia, w powiecie Grafschaft Bentheim. Siedziba administracji gminy zbiorowej znajduje się w miejscowości Emlichheim.

## Podział administracyjny
Do gminy zbiorowej Emlichheim należą cztery gminy:
1. Emlichheim
2. Hoogstede
3. Laar
4. Ringe